# Tatsuo Yamada
Tatsuo Yamada (山田辰?, Yamada Tatsuo; Prefettura di Toyama, 10 gennaio 1956 – Tokyo, 26 luglio 2009) è stato un attore giapponese, attivo dal 1975.
In Italia è noto per aver interpretato un ruolo in Departures del 2008.

## Filmografia
- Crazy Thunder Road (1980)
- Yokohama BJ Blues (1981)
- Welter (1987)
- Evil Dead Trap 3: Broken Love Killer (1993)
- Shinjuku Outlaw (1994)
- Another Lonely Hitman (1995)
- Berlin (1995)
- Whiteout (2000)
- Chloe (2001)
- Sabu (2002)
- When the Last Sword is Drawn (2003)
- Tokyo Noir (2004)
- Scrap Heaven (2005)
- The Battery (2007)
- Be a Man! Samurai School (2008)
- Departures (2008)